# Die with a Smile
〈Die with a Smile〉是美国歌手Lady Gaga与布鲁诺·马尔斯合作演唱的一首歌曲，于2024年8月16日通过Streamline唱片和新視鏡唱片发行。歌曲由马尔斯、嘎嘎、安德魯·瓦特、德恩斯特·D'Mile·埃米尔二世和詹姆斯·方特勒羅伊创作，并由前四者制作。
〈Die with a Smile〉是一首软式摇滚歌曲，其歌词讲述了一对希望共度最后时光的恋人。歌曲发布后获得了主流乐评的好评，被认为是对1970年代二重唱组合的致敬。歌曲的音乐视频由马尔斯和丹尼尔·拉莫斯执导，展现了二人在复古电视播音室中的演唱场景。嘎嘎和马尔斯还在洛杉矶直覺巨蛋的开放仪式上现场表演了这首歌。

## 背景与发展
嘎嘎和马尔斯首次合作是在2016年11月30日的維多利亞的秘密時尚秀上。2024年6月，马尔斯表示希望能与嘎嘎合作一首歌曲或在她的拉斯维加斯驻唱中一起演唱。8月12日，马尔斯和嘎嘎开始在Instagram上互关。同一天，嘎嘎在马尔斯的Instagram贴文上发布了一系列表情符号。8月13日，嘎嘎分享了一段自己弹奏钢琴和声的录像，视频中她穿着印有马尔斯面容的T恤。次日，马尔斯也发布了一张穿着印有嘎嘎面孔T恤的照片。
此前，《Hits Daily Double》曾发布了一则有关嘎嘎和马尔斯合作的消息，并揭示了歌曲的标题。8月15日，〈Die with a Smile〉正式宣布即将发行。歌曲的封面中，两名艺人身穿“乡村风格”的红蓝“西部”服装。嘎嘎吸着烟，而马尔斯佩戴着牛仔帽。嘎嘎的代表确认这首歌将发行为单曲，并且嘎嘎还在Instagram上表示，这是粉丝等待她的第七张录音室专辑发行前的一个新鲜内容。

## 创作
〈Die with a Smile〉由嘎嘎、马尔斯、安德魯·瓦特、D'Mile和詹姆斯·方特勒羅伊共同创作，其中前四者亦参与了歌曲的制作。对于歌曲的创作，嘎嘎表示，她在马里布的一个录音室里为她的下一张专辑工作时，接到马尔斯的电话。马尔斯邀请她去录音室听一首他近期一直在创作的歌曲。听完后，嘎嘎对这首歌感到非常着迷，于是两人熬夜完成了歌曲的创作和录音。
评论认为歌曲的曲风与1970年代的软式摇滚乐类似。歌曲的歌词则“描述了一对希望与对方共度最后时光的恋人”。

## 樂評
歌曲在发行后获得了主流乐评的好评。《Clash》的罗宾·默里（Robin Murray）认为歌曲是对“七十年代那些很棒的二重唱组合的一次致敬，并认为“两名艺人都表现得很出色，而且毫无疑问，两人的化学反应让〈Die with a Smile〉有自己的特色。”《Bustle》的杰克·维斯瓦纳斯（Jake Viswanath）写道，〈Die with a Smile〉是一首“浩大而惊人的情歌”，“融合了嘎嘎富有感染力的流行和马尔斯老派布鲁斯的影响”，还“额外有似弦聲的伴奏”。《綜藝》的杰姆·阿斯瓦德（Jem Aswad）表示，这首歌“拥有震撼的嗓音、优秀的副歌、轻柔的吉他伴奏以及结尾的壮观高潮。”《纽约时报》的林赛·佐拉兹（Lindsay Zoladz）则认为，“这是一首好听的软摇滚失恋情歌，特点是轻盈尖锐的吉他。在合唱副歌时，他们达到了大胆与精致恰到好处的平衡：仅仅是两位完美的专业人士在展示他们的才华。”《後果》的一名职员给予歌曲中上的评价，认为“两名艺人听起来都很棒，嘎嘎在开始她副歌时的声线真是完美无瑕！”“安德鲁·瓦特的制作一如既往地出色。”

## 商业表现
根据《告示牌》的报道，〈Die With a Smile〉在美国榜单计算的四日内取得了超过14,000份数字销量，并在Spotify、Apple Music和iTunes等平台夺冠。歌曲空降《告示牌》百大單曲榜季军，分别成为马尔斯和嘎嘎第19和第18个进入前10名的单曲。
〈Die With a Smile〉在英国单曲榜空降第7名，分别成为马尔斯和嘎嘎第11和第15个进入前10名的单曲。在澳大利亚，歌曲空降澳大利亚唱片业协会单曲榜第10，亦分别成为马尔斯和嘎嘎第17和第15个进入前10名的单曲。在新西兰，歌曲空降该国单曲榜冠军。

## 音乐视频
嘎嘎在Instagram上宣布歌曲和音乐视频将会于太平洋夏季时间晚上9点同步发行。音乐视频由马尔斯和丹尼尔·拉莫斯（Daniel Ramos）执导。音乐视频的布景灵感来自1960年代和1970年代的美国电视节目，整个视频中运用了该时代的许多典型元素。视频展示了二人在一个复古的电视播音室中演唱歌曲，一台黑白摄像机对着两人录制。在音乐视频中，嘎嘎和马尔斯身穿单曲封面中的蓝色服装。马尔斯头戴牛仔帽弹奏吉他，而嘎嘎身穿红色紧身裤弹着琴。

## 现场表演
嘎嘎和马尔斯在2024年8月15日在洛杉矶为直覺巨蛋的开放仪式表演了歌曲。在表演中，二人身穿与歌曲视觉设计类似的服装。在马尔斯将嘎嘎请上台之后，马尔斯弹吉他，嘎嘎弹琴。两人在舞台中复现了音乐视频的场景。

## 发行历史
| 地区   | 日期          | 形式            | 厂牌              | 来源          |
| ------ | ------------- | --------------- | ----------------- | ------------- |
| 多国   | 2024年8月16日 | 數位下載 流媒体 | 新視鏡            | [ 28 ] [ 29 ] |
| 美国   | 2024年8月16日 | 當代流行電台    | 新視鏡            | [ 30 ]        |
| 意大利 | 2024年8月16日 | 电台播放        | EMI 華納          | [ 31 ]        |
| 德国   | 2024年8月16日 | CD              | 新视镜 Streamline | [ 32 ]        |
| 英国   | 2024年8月16日 | CD              | 新视镜 Streamline | [ 33 ]        |
| 美国   | 2024年8月16日 | CD              | 新视镜 Streamline | [ 34 ]        |
| 加拿大 | 2024年8月23日 | CD              | 新视镜 Streamline | [ 35 ]        |
| 法国   | 2024年8月27日 | CD              | 新视镜 Streamline | [ 36 ]        |